# 由利正通

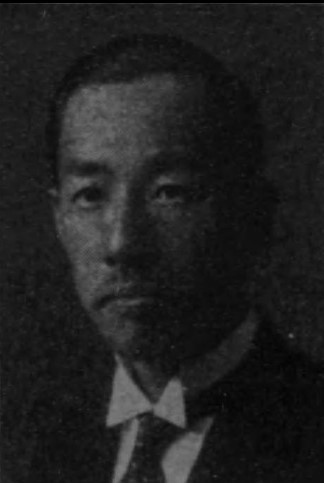
由利正通

由利 正通（ゆり まさみち、1899年（明治32年）8月7日 - 1963年（昭和38年）9月14日）は、大正から昭和期の政治家、華族。貴族院子爵議員。

## 経歴
華族・由利公通の二男として生まれ、兄・公真の養子となる。兄の隠居に伴い、1926年（大正15年）11月1日、子爵を襲爵した。
1923年（大正12年）3月、東京帝国大学経済学部商業学科を卒業。同年、三菱銀行に入社。その後、三井信託に勤務した。
1939年（昭和14年）7月10日、貴族院子爵議員に選出され、研究会に属して活動し1946年（昭和21年）7月22日まで1期在任した。

## 著作
- 訂補、三岡丈夫 [編]『子爵由利公正伝』由利正通、1940年。

## 親族
- 祖父：由利公正[1]
- 妻：満子（みつこ、石川慎一三女）[1]
- 婿養子：由利淳三郎 - 旧姓・山中。三井石油開発社長・会長。慶応義塾大学経済学部卒業、同大学院修了。祖父の山中清兵衛は豪商「亀清両替店」の長男で、安田善次郎の手代として長年奉公ののち安田の援助で現物屋となり株式仲買人として成功した人物[10][11]。父の2代目山中清兵衛（旧名・木村金之助）は、祖父の夫婦養子となって家業の株屋を継ぎ、東京府高額納税者に名を連ねた[12][1] 。実兄の山中清一郎は三井信託銀行社長・会長。甥に氏家卓也。守安祥太郎とは慶応幼稚舎時代からの友人でピアノ仲間だった[13]。
- 長女：洋子（淳三郎妻）[1]